# Kris Kuksi
Kris Kuksi es un artista estadounidense. En 2006 estuvo entre aproximadamente cincuenta finalistas en el Concurso de Retratos Outwin Boochever organizado en la Galería Nacional de Retratos Smithsonian.

## Obra
Recibió su Maestría en Bellas Artes de la Universidad de Fort Hays en 2002. Estudio con artistas establecidos en Italia, Austria y España, y trabajo con varios talleres internacionales, incluidos "Painting the Fantastic" con Robert Venosa en Italia, "Old Masters New Visions Seminar" con Philip Rubinov Jacobson en Austria y "Painting Dali's Garden"., con Venosa en España.
Su obra se basa en crear intrincadas esculturas compuestas por miles de partes individuales que recopila y remodela antes de unirlas en un diseño cohesivo. El Museo Nacional de la Infantería de Marina exhibe tres de sus esculturas.
En 2006 estuvo entre aproximadamente cincuenta finalistas en el Concurso de Retratos Outwin Boochever organizado en la Galería Nacional de Retratos Smithsonian. Su trabajo se mostró en Pulse Art Fair en Los Ángeles en 2011, y aparecid en las portadas de las revistas Philosophie y Bl!sss. El Colegio de Abogados del Condado de Ellis en Kansas posee una de sus obras.

## Crítica
En una reseña de su exposición individual de 2003 en la Galería Fraser en Washington D. C., Michael O'Sullivan del Washington Post describió sus imágenes como "ideadas para perturbar y confrontar al espectador, que probablemente sea la razón por la que no lo hacen".